# Koprivnica Zagorska
Koprivnica Zagorska falu Horvátországban Krapina-Zagorje megyében. Közigazgatásilag Đurmanechez tartozik.

## Fekvése
Krapinától 6 km-re északra, községközpontjától 3 km-re északkeletre a Zagorje hegyei közötti völgyben fekszik. Területének nagy részét erdő borítja.

## Története
1857-ben 79, 1910-ben 106 lakosa volt. Trianonig Varasd vármegye Krapinai járásához tartozott. 2001-ben a falunak 108 lakosa volt, ezzel a község legkisebb települése.

## Külső hivatkozások
Đurmanec község hivatalos oldala